# Amphixystis hapalopa
Amphixystis hapalopa är en fjärilsart som beskrevs av Edward Meyrick 1922. Amphixystis hapalopa ingår i släktet Amphixystis och familjen äkta malar.
Artens utbredningsområde är Fiji. Inga underarter finns listade i Catalogue of Life.